# University college
Een university college (Engels voor 'universitair onderwijsinstituut') is in de regel een instituut voor hoger onderwijs dat een breed vakkenpakket als bachelor-opleiding aanbiedt, al dan niet op het niveau van een universiteit. Het begrip heeft wereldwijd in verschillende landen een verschillende betekenis en is in Nederland in zwang gekomen in het kader van de internationalisering van het (wetenschappelijk) hoger onderwijs en de invoering van de bachelor-masterstructuur.
Met de term 'university college' wordt in de Verenigde Staten of andere Angelsaksische landen een onderwijsinstituut aangeduid dat deel uitmaakt van een universiteit, waar een breed spectrum aan vakken gevolgd kan worden, ook wel het  liberal arts college. Het idee van hoger onderwijs in een breed vakkenpakket komt uit het oude Rome waar het de artes liberales heette; de zeven vrije kunsten. Studenten van zo'n college wonen veelal op een bij de universiteit gelegen campus. 
Bij het in Nederland gebruikte begrip 'university college' gaat het niet zozeer om een instituut, maar om een breed internationaal gericht driejarig bachelor-opleidingsprogramma, met een vakkenpakket vergelijkbaar met de Amerikaanse liberal arts. Het verschil met het gebruikelijke universitaire onderwijs is dat Nederlandse universiteiten normaal gesproken een opleiding per vakgebied aanbieden.
In België wordt er een hogeschool van de overheid mee bedoeld.

## Nederland

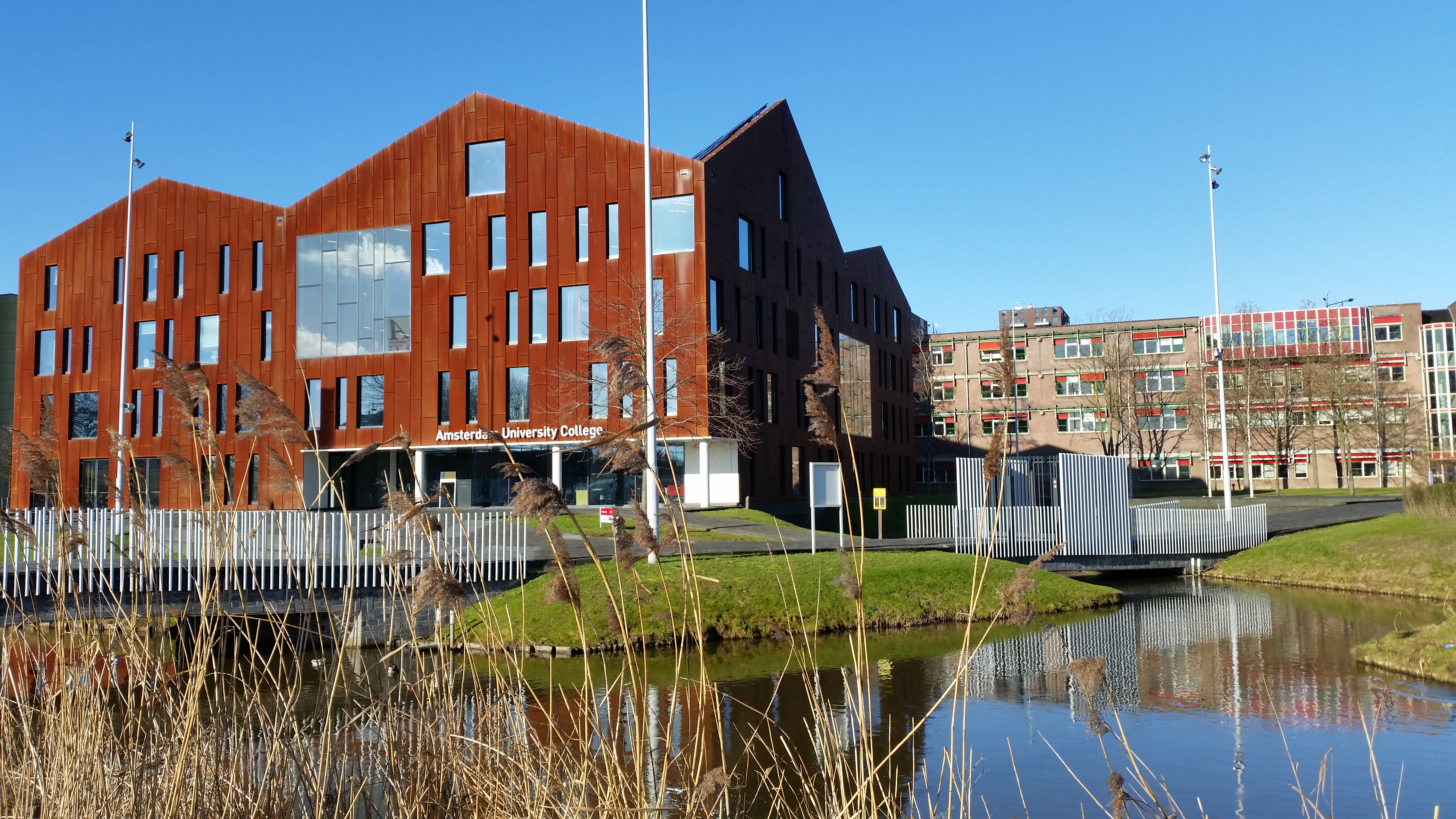
Gebouw van het Amsterdam University College

De eerste 'university college'-opleiding die in Nederland werd aangeboden was het University College Utrecht aan de Universiteit Utrecht, opgericht in 1998. Daarna volgden de universiteiten van Amsterdam, Leiden (met een college in Den Haag), Middelburg (University College Roosevelt), Maastricht, Rotterdam, Enschede (Universiteit Twente), Groningen en Tilburg. Het niveau van de university colleges is dat van wetenschappelijk (universitair) onderwijs.
Veel universiteiten bieden het onderwijs aan in een campus-omgeving, in sommige gevallen met een apart gebouw, met daarbij in de buurt woongelegenheid voor de studenten.
De university colleges die Nederland worden aangeboden zijn de volgende:
- University College Twente, Universiteit Twente (wordt uitgefaseerd; vanaf academisch jaar 2025-2026 kunnen er geen nieuwe studenten starten[3])
- Amsterdam University College,  VU en UvA
- Haarlem Campus, SRH Group en Global School for Entrepreneurship (HBO)
- University College Tilburg, Tilburg University
- University College Roosevelt, Middelburg
- University College Venlo, Universiteit Maastricht
- University College Maastricht, Universiteit Maastricht
- University College Utrecht, Universiteit Utrecht
- University College Groningen, Rijksuniversiteit Groningen
- University College Fryslân, Rijksuniversiteit Groningen
- Leiden University College, Universiteit Leiden in Den Haag
- Erasmus University College, Erasmus Universiteit Rotterdam

## België
In België wordt de term in het Engels gebruikt om hogescholen te benoemen, instellingen van hoger onderwijs die specifiek geen universiteiten zijn. De Franse Gemeenschap van België maakt echter een verschil tussen Hautes écoles en Écoles supérieures des arts, gespecialiseerde kunstscholen die toestemming hebben om selectie te doen op inkomende studenten. Beide tellen als university colleges.